# 南九州
南九州一般指的是九州地方南部的鹿兒島縣和宮崎縣兩縣。有時也包括大分縣、熊本縣和沖繩縣。與該詞對應的是北部九州。在1963年北九州市成立後，北九州更常用於表示北九州市而非北部的九州地區。同樣的在2007年12月1日南九州市成立後，「南九州」也可能是指南九州市。

## 關聯條目
- 南日本
- 鹿兒島都市圈
- 鹿兒島經濟圈